# Carman (Sagengestalt)
Carman ist in der keltischen Mythologie Irlands eine Muttergottheit und mit Zauberkunst begabte Kriegerin.

## Etymologie und Mythologie
Der Name Carman gehört nach Birkhan zum kymrischen Wort carfan, das den „Baum am Webstuhl“ bezeichnet. 
Carman wollte nach den Dindsenchas mit ihren drei Söhnen, von Athen kommend, Irland erobern. Nach ihrer Niederlage gegen die Túatha Dé Danann wurde sie selbst eingekerkert und die Söhne verjagt. Aus Sehnsucht nach ihnen starb sie (nach der Legende um 600 v. Chr.) und wurde in Wexford von Bress unter Eichenbäumen begraben. Das Fest Lugnasad wurde in Tara und im County Kildare ihr zu Ehren gefeiert.